# Kunki (województwo lubelskie)
Kunki – wieś w Polsce, położona w województwie lubelskim, w powiecie tomaszowskim, w gminie Susiec. Leży u źródeł Potoku Łosinieckiego, będącego prawobocznym dopływem Tanwi.
W latach 1954–1958 wieś należała i była siedzibą władz gromady Kunki, po jej zniesieniu w gromadzie Skwarki. W latach 1975–1998 miejscowość administracyjnie należała do województwa zamojskiego.
Wieś jest sołectwem w gminie Susiec. Według Narodowego Spisu Powszechnego z roku 2011 wieś liczyła 427 mieszkańców.
Wierni Kościoła rzymskokatolickiego należą do parafii Opieki św. Józefa i św. Michała Archanioła w Łosińcu.

## Części wsi
| SIMC    | Nazwa        | Rodzaj    |
| ------- | ------------ | --------- |
| 0900057 | Hałasy       | część wsi |
| 0900063 | Kolonia      | część wsi |
| 0900070 | Małki        | część wsi |
| 0900086 | Suchy Koniec | część wsi |
| 0900092 | Zagóra       | część wsi |
| 0900100 | Załoma       | część wsi |